# エドウィン (マーシア伯)
エドウィン（英語:Edwin/古英語: Ēadwine、1071年没）は、11世紀に活躍したアングロ・サクソン人のイングランド貴族である。
彼はノーサンブリア伯モーカーの兄であり、マーシア伯レオフリクの孫である。エドウィンは1062年に亡くなった父親エルフガールの跡を継いでマーシア伯に就任した。彼はのちに編纂された戸籍調査本『ドゥームズデイ・ブック』にエドウィン伯として登場する。

## 家族
1065年10月3日、当時ノーサンブリア伯としてノーザンブリアを統治していたトスティ・ゴドウィンソンが民衆の反感を買い追放された。そしてその後釜に彼の弟であるモールカーが選ばれた。追放されたトスティはかつての領国ノーザンブリアで暴れ回り、教会を荒らしたり民衆を拉致したりし、法を破る行為を繰り返した。
エドウィンの姉妹であるアルドギースは、彼らが仕えていたイングランド王ハロルド・ゴドウィンソンと結婚していた。

## 経歴
1066年、トスティはマーシア伯領を略奪して回ったが、エドウィン・モールカー兄弟に鎮圧され、スコットランドに亡命した。しかしその年のうちに、トスティはノルウェー王ハーラル・シグルズソンに支援を要請して彼の率いる9,000人ほどの大軍勢と共にイングランドに帰ってきた。エドウィンとモールカーはノルウェー軍を食い止めるべく、9月20日、ヨーク近郊でノルウェー軍と激突した。結果、エドウィン・モールカー軍は敗れた。しかしそれから5日が経った9月25日、南イングランドより強行軍でやってきたハロルド・ゴドウィンソン率いるイングランド軍がハーラル王率いるノルウェー軍に奇襲を仕掛けた。この奇襲によりハーラル王とトスティ・ゴドウィンソンは戦死した。しかしそれから数週間のち、イングランド王ハロルド・ゴドウィンソンがヘイスティングスの戦いでノルマンディー軍に敗れて戦死した。この戦いにはエドウィン・モールカーは共に参加しておらず、ハロルド王の戦死後、2人は生存する最後のウェセックス王族であるエドガー・アシリングをイングランド王に就任させてノルマン人に対抗しようと試みた。しかしこの試みは失敗に終わり、エドウィンとモールカーはウィリアム公に臣従した。
1068年、エドウィンとモールカーはウィリアム征服王に対してマーシアで反乱を起こした。しかし、ウィリアム王の迅速な行動に対抗できず、彼らの反乱は速やかに鎮圧された。エドウィンはその後、スコットランドに亡命しようと北進していたが、その道中、ノルマン人に内応した従者の1人に殺された。(1071年没)

## 領地
1071年か、あるいはそれより早い段階で、ギリング・ウエストを中心とするエドウィンの領地はウィリアム1世の家臣の1人であるアラン・ルフスに与えられた。そしてその領国はリッチモンドシャー、またはen: Honour of Richmondという名前に改称された。